# Platinide
Platinide sind chemische Verbindungen des Platins, in welchen es als Anion Pt2− vorliegt. Es ist mit Gold das einzige Übergangselement, welches als Anion vorliegen kann.

## Gewinnung und Darstellung
Platinide können durch direkte Reaktion mit einem anderen, elektropositiveren Element entstehen. Diese kommen erst bei hohen Temperaturen (700 °C) zu Stande.
{\displaystyle {\ce {2 Cs + Pt -> Cs2Pt}}}
Caesium und Platin reagieren bei 700 °C zu Caesiumplatinid.

## Eigenschaften
Das Platinid-Ion wird zu den Pseudochalkogenen gezählt. Die Platinide sind ionisch aufgebaut und kristallisieren in verschiedenen Strukturen. Zum Beispiel besitzt Caesiumplatinid eine Ni2In-Struktur, während Bariumplatinid in die Struktur von Nickelarsenid kristallisiert.